# Козьмак Олена Василівна
Козьмак Олена Василівна (21.01.1954) — Заслужена артистка України (2007).

## Біографія
Народилася 21 січня 1954 року в Макіївці Донецької області. У 1972 році закінчила Київське хореографічне училище і була направлена на посаду артистки балету у Чернівецьку обласну філармонію. У 2007 році Указом Президента України їй присвоєно звання «Заслужена артистка України».

## Творча діяльність
Учасниця багатьох мистецьких фестивалів в Україні, Росії, Казахстані, Башкирії, Естонії з нагоди святкування річниць Незалежності України. У 1998 році виступала у звітному концерті заслуженого Буковинського ансамблю пісні і танцю, у 1999, 2001, 2004, 2009 роках брала участь у творчих звітах майстрів мистецтв і художніх колективів Чернівецької області на сцені Національного Палацу культури «Україна» у Києві. Гастролювала у Фінляндії, Румунії, Італії. Високу культуру танцю, як солістка, відтворила в хореографічних композиціях: «А вже весна, а вже красна», «Буковинська полька», «Молдавеняска», «Гопак», «Весняний хоровод», «Свято урожаю» та інших.